# 南江米倉古道
南江米倉古道位於四川省巴中市南江縣，文物遺址年代判定為秦至民國。2012年7月16日公佈為第八批四川省文物保護單位。

## 簡介[2]
南江米倉古道分佈于四川省南江縣境內，現存主要遺址有：截賢驛棧道及橋樁孔、寒溪河棧道及橋桩孔、官倉坪（又名巴峪關）、古琉璃關、斷渠遺址、蒲澗太子洞石刻、接龍橋、二洞橋遺跡、石板河遺跡、佛石壩石窟。
米倉道是古代陝西長安通往（巴蜀）四川境內至成都、重慶的水、陸路交通要道，因翻越米倉山而得名。是古蜀道的重要組成部分。南江米倉古道對研究米倉道的起始時間、走向、道路性質和各個時代所發揮的重要作用等方面，提供了珍貴實物依據，尤其是為研究西漢時期曾經在米倉道上發生的歷史事件，提供了不可多得的重要線索。